# 王神愛
王 神愛（おう しんあい）は、中国東晋の安帝の皇后。安帝の父方従妹にあたる。

## 生涯
書道の大家として知られる王献之と後妻の司馬道福（新安公主、安帝の祖父の簡文帝の三女）の一人娘として生まれた。自身も能書家であった。太元21年（396年）7月、皇太子の司馬徳宗（後の安帝）に嫁ぎ、太子妃となった。安帝が即位すると、皇后に立てられた。
安帝は、一切の意思表示ができないという重度の知能障害者であったという。神愛との間には子がなかった。元興2年（403年）、桓玄の帝位簒奪で安帝は平固王に落とされ、神愛も平固王妃に落とされた。翌元興3年（404年）に桓玄が殺され、安帝と神愛は共に復位した。
義熙8年8月庚戌（412年10月3日）、神愛は徽音殿で崩じた。僖と諡された。

## 伝記資料
- 『晋書』巻32 列伝第2 后妃下
- 『晋書』巻80 列伝第50
- 『晋書』巻10 帝紀第10